# Antoine Trivino
Antoine Trivino (* 13. Juni 1952 in Málaga, Spanien) ist ein ehemaliger französischer Fußballspieler.

## Karriere
Trivino wurde zwar in Spanien geboren, absolvierte aber seine ganze Karriere in Frankreich. Mit 21 Jahren wechselte er als junges Talent vom FC Montceau zum damaligen Zweitligisten FC Gueugnon. Die Leistungen in den ersten beiden Spielzeiten (acht bzw. fünf Tore) waren nicht herausragend, aber vielversprechend. Der Verein stand jeweils im guten Mittelfeld der Tabelle. Am Ende der Saison 1976/77 stand der Klub auf Position zwei der zweigleisigen Liga. Ein Relegationsspiel gegen den FC Rouen entschied den Aufstieg. Nach einem 2:1-Hinspielerfolg ging das Rückspiel jedoch mit 0:3 verloren. In der folgenden Saison gelangen Trivino 17 Tore und damit der Durchbruch. Mit 22 Toren wurde er in der Spielzeit 1978/79 sogar Torschützenkönig der zweiten Liga. Sportlich schoss er den Verein damit in die erste Liga, die Lizenz wurde allerdings nicht erteilt. Daraufhin verließ Trivino den Verein, ging aber trotz seines Erfolgs nicht zu einem Erstligaklub, sondern blieb bei der AS Cannes der zweiten Liga treu. In einer Mannschaft mit Gérard Bernardet und Pierre Sither kam er dem Aufstieg erneut sehr nahe, welcher aufgrund einer Niederlagenserie am Saisonende erneut nicht gelang. Die nächste Saison verlief nur noch mittelmäßig und Trivino erzielte nicht mehr annähernd so viele Tore wie in Gueugnon. 1981 unterschrieb er beim CS Louhans-Cuiseaux, mit dem er trotz 17 Toren, die er beisteuern konnte, nicht aufstieg. Nur ein Jahr später kehrte er zum FC Gueugnon zurück. Obwohl Trivino mit mittlerweile über dreißig Jahren noch erfolgreich war, landete der Klub nur noch im Mittelfeld, auch dank des Torwarts Pascal Janin. 1984 wechselte er zum Drittligisten FC Bourges, mit dem er 1986 in die zweite Liga aufstieg. Ein Jahr später beendete er seine Karriere, ohne jemals ein Erstligaspiel bestritten zu haben. Über weitere Tätigkeiten im fußballerischen Bereich ist nichts bekannt; Trivino arbeitete fortan als Stahlarbeiter.

## Privates
Sein Neffe Richard Trivino (* 1977) war in der ersten und zweiten französischen Liga als Torwart aktiv.